# Supergiant Games
Supergiant Games, LLC es un estudio desarrollador y editor de videojuegos estadounidense con sede en San Francisco. Fue fundada en 2009 por Amir Rao y Gavin Simon, y es conocida por sus videojuegos aclamados por la crítica, Bastion, Transistor, Pyre y Hades.

## Historia

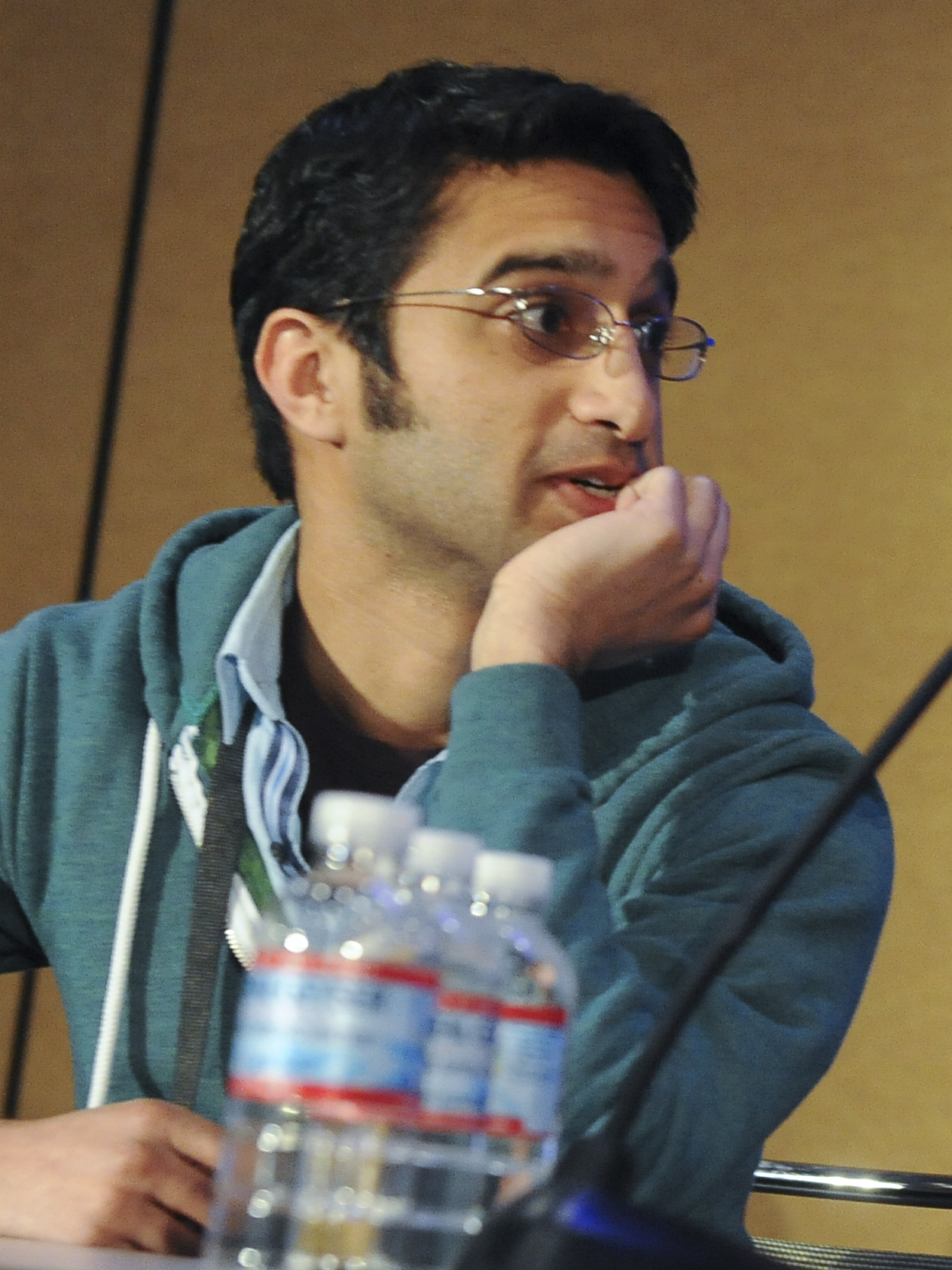
Amir Rao, cofundador de Supergiant Games, en 2012.

Supergiant Games fue formado por Amir Rao y Gavin Simon en 2009. Ambos habían estado trabajando en el estudio de Electronic Arts en Los Ángeles, involucrados en la serie Command & Conquer. En 2009 acordaron dejar su trabajo, mudarse a la misma casa y comenzar a trabajar juntos en un nuevo juego. En ese momento, también habían contratado al músico Darren Korb para el trabajo de audio y música. También acudieron a varios programadores y desarrolladores independientes, a los que pudieron pedir ayuda en varios momentos durante el desarrollo de su primer videojuego.
Su primer videojuego, Bastion, recibió grandes elogios de la crítica, siendo incluido en varias listas de «Juego del año» del periodismo especializado. Fue mostrado por primera vez a mitad de desarrollo en la Penny Arcade Expo 2010 como parte de su "PAX 10", que destaca diez próximos videojuegos desarrollados de forma independiente. Esto atrajo a varios editores que querían ayudar a distribuir el juego, pero Supergiant Games eligió a Warner Bros. Interactive Entertainment, ya que consideraban que compartían la misma visión que tenían para el juego. Supergiant los seleccionó como su socio editorial, lo que les permitió no solo distribuir el juego a Xbox Live Arcade, sino también como un título de estreno durante la promoción «Summer of Arcade» de 2011.
En marzo de 2013, Supergiant Games anunció su próximo título, Transistor, lanzado el 20 de mayo de 2014. El tráiler salió a la luz el 19 de marzo. El videojuego presenta a una protagonista femenina, Red, en una ciudad de estilo cyberpunk, que ha adquirido un arma poderosa, causándole grandes problemas. Su punto de vista isométrico era similar al de Bastion. Transistor también fue recibido con elogios de la crítica.
En abril de 2016, Supergiant Games anunció su tercer videojuego, Pyre, lanzado el 25 de julio de 2017, para Microsoft Windows, Linux y PlayStation 4. Fue descrito como un videojuego de rol. A diferencia de los videojuegos anteriores, Pyre no usa un punto de vista isométrico; el grupo del jugador viaja a través de un supramundo 2D y el combate se lleva a cabo en una arena separada. El sistema de combate también es muy diferente, siendo descrito como «baloncesto de fantasía». Pyre fue nuevamente considerado con cariño por los críticos.
El próximo videojuego de Supergiant, Hades, fue revelado en The Game Awards 2018 y lanzado el 17 de septiembre de 2020, luego de presentar un acceso anticipado en diciembre de 2018. Hades es un videojuego roguelike de acción basado en la mitología griega, donde el personaje Zagreus usa una combinación de armas, magia y habilidades para derrotar enemigos en mazmorras generadas al azar, para lograr escapar de su padre, Hades. Hades fue recibido con elogios de la crítica, alcanzando el estatus de «reconocimiento universal» en Metacritic.

## Videojuegos desarrollados
| Año  | Título     | Plataforma(s)                                                                                       |
| ---- | ---------- | --------------------------------------------------------------------------------------------------- |
| 2011 | Bastion    | Windows, Mac OS X, Linux, Xbox 360, Xbox One, iOS, PlayStation 4, PlayStation Vita, Nintendo Switch |
| 2014 | Transistor | Windows, PlayStation 4, OS X, Linux, iOS, Nintendo Switch                                           |
| 2017 | Pyre       | Windows, Linux, macOS, PlayStation 4                                                                |
| 2020 | Hades      | Windows, macOS, Nintendo Switch, PlayStation 4, PlayStation 5, Xbox One, Xbox Series                |